# DOSAAF
DOSAAF fue el nombre de una sociedad paramilitar en la Unión Soviética, que significa “Sociedad Voluntaria de Ayuda al Ejército, Fuerza Aérea y Marina” (en ruso: ДОСААФ, Добровольное Общество Содействия Армии, Авиации и Флоту) relacionada principalmente con armamentos, automóviles y aviación. La sociedad fue fundada en 1927 como OSOAVIAJIM, y tomó el nombre de DOSAAF desde 1951 a 1991. 
Esta sociedad fue conservada en algunas repúblicas postsoviéticas de la CEI, por ejemplo en Bielorrusia, la Federación Rusa y en Ucrania, aunque podrían utilizar nombres distintos. En Ucrania, por ejemplo, la contraparte se llama Sociedad de Asistencia para la Defensa de Ucrania (en ucraniano: Товариство сприяння обороні України, romanizado: Tovarystvo spryyannya oboroni Ukraïny). En Rusia la DOSAAF fue reformada en diciembre de 1991 como la Organización Deportivo-Técnica de la Defensa Rusa ROSTO (en ruso: РОСТО, Российская оборонная спортивно-техническая организация). En diciembre de 2009, ROSTO fue renombrada como DOSAAF Rusia.
El objetivo declarado de esta sociedad fue la “preparación patriótica de la población y la preparación para la defensa de la Madre Patria”. Entre los métodos para conseguir estos objetivos estuvo el desarrollo de los deportes paramilitares. A principio, uno de los importantes objetivos fue el apoyo financiero a los militares soviéticos, por medio de las aportaciones de socios, suscripciones, loterías y donaciones. Al mismo tiempo, los deportes habituales fueron apoyados dentro de la estructura de las instalaciones del DOSAAF: salas de deportes, estados, piscinas, etc.

## Historia

### OSOAVIAJIM
El precursor del DOSAAF fue el OSOAVIAJIM (en ruso: ОСОАВИАХИМ, Союз обществ содействия обороне и авиационно-химическому строительству СССР), o Unión de Sociedades de Asistencia para la Defensa y Aviación-Construcción Química de la URSS.
Se constituyó el 27 de enero de 1927 por la unión de las organizaciones:
- OSO (Sociedad de Ayuda a la Defensa; en ruso: ОСО, Общество Содействия Обороне).
- ODVF (Sociedad de Amigos de la Fuerza Aérea; en ruso: ОДВФ, Общество друзей Воздушного флота).
- DOBROJIM URSS (Sociedad de amigos de la Defensa Química e Industria Química de la URSS, en ruso: Доброхим СССР, Общество друзей химической обороны и химической промышленности СССР).

El objetivo de esta sociedad fue la preparación de las reservas de las Fuerzas Armadas. Pronto se convirtió en una poderosa organización militarizada, con sus propios aeródromos, clubs de radio, torres de paracaidismo y campos de tiro. Se convirtió en un objetivo de prestigio y reconocimiento social la consecución de las insignias que otorgaba la organización, como los "Tiradores de Voroshilov" (Ворошиловский стрелок), los "Jinetes de Voroshilov" (Ворошиловский всадник) y los "Paracaidistas Distinguidos". 
Gradualmente se convirtió el OSOAVIAJIM en una especie de refuerzo en el entrenamiento militar, impartiendo cursos en disciplinas avanzadas como tácticas, topografía y armamento. La afiliación podía iniciarse a los 14 años, siendo esto bastante habitual. En 1941 se calculaba que alcanzaban los 13 millones de afiliados.
El OSOAVIAJIM prestó apoyo a una serie de programas de Investigación y desarrollo sobre aviones, planeadores, dirigibles y globos estratosféricos, algunos de los cuales fueron posteriormente asumidos por las Fuerzas Aéreas Soviéticas. En 1930 la organización de investigación de cohetes de Serguéi Koroliov, (GIRD), y el proyecto de planeadores de Oleg Antónov entre otros esfuerzos, fueron parte de las iniciativas de OSOAVIAJIM.

## Post-Segunda Guerra Mundial
En marzo de 1948 el OSOAVIAJIM fue reorganizada en tres sociedades:
- DOSARM - Sociedad Voluntaria de Apoyo al Ejército (ДОСАРМ - Добровольное общество содействия армии)
- DOSAV – Sociedad Voluntaria de Apoyo a la Fuerza Aérea (ДОСАВ - Добровольное общество содействия авиации)
- DOSFLOT – Sociedad Voluntaria de Apoyo a la Marina (ДОСФЛОТ - Добровольное общество содействия флоту)

En agosto de 1951 se unificaron estas tres sociedades en el DOSAAF.

## Miembros
En las últimas décadas de la Unión Soviética, el eufemismo “voluntario” tenía altas connotaciones de obligatoriedad, ya que cada integrante de la Komsomol debía ser miembro de la DOSAAF (y la mayoría de la juventud soviética si deseaban acceder a la educación superior, por ejemplo). Las cuotas de afiliación fueron muy pequeñas (Unos 10 Kopek entre 1960-1970).

## Disolución de la Unión Soviética
A la disolución de la Unión Soviética, la asociación continúa su funcionamiento con variaciones de nombre dependiendo del país en que se desenvuelve, como el “DOSAAF RP” - Dosaaf de la República de Bielorrusia (Добровольное общество содействия армии, авиации и флоту Республики Беларусь).
En Rusia, el DOSAAF en diciembre de 1991 pasó a llamarse ROSTO, Organización Deportivo Técnica de la Defensa de Rusia (РОСТО, Российская оборонная спортивно-техническая организация). Posteriormente en diciembre de 2009 pasó a llamarse nuevamente como DOSAAF de Rusia (ДОСААФ России).